# 浅石陸希
浅石 陸希（あさいし りき、1998年6月30日 - ）は、日本の元子役。東京都出身。スマイルモンキーに所属していた。

## 出演

### テレビドラマ
- 金曜ロードショー 恋のから騒ぎドラマスペシャル6 ライバルの女（2009年9月25日、日本テレビ）
- 絶対零度〜未解決事件特命捜査〜（2010年5月11日、フジテレビ）小学生 役
- 時々迷々 タカツグくんの字（2011年、NHK教育）トモキ 役
- 三毛猫ホームズの推理 第3・4話（2012年4月28日・5月5日、日本テレビ）永江和哉（少年期） 役

### その他のテレビ番組
- 日経スペシャル ガイアの夜明け（2010年2月22日、テレビ東京）江口洋介の息子 役

### CM
- SBI証券（2008年）
- マクドナルド ハッピーセット（2008年）
- タカラトミー ポケモン（2009年）
- タカラトミー モンスターボール（2009年）

### 映画
- 青い鳥（2008年）
- 呪いのリスト4（2008年）

### プロモーションビデオ
- FUNKY MONKEY BABYS『大切』（2010年）